# Тиранский музей камикадзе
Тиранский музей камикадзе (яп. 知覧特攻平和会館 Тиран токко: хэйва кайкан, «Музей мира в Тиране, посвящённый камикадзе») — музей, посвящённый памяти лётчиков-камикадзе Императорской армии Японии (у флота была своя авиация), погибших в последние годы Второй мировой войны. Музей был открыт в 1975 году в посёлке Тиран префектуры Кагосима (с 2007 года — город Минамикюсю) на месте бывшей авиабазы армейских ВВС. В 1986 году территория музея была расширена. Первым директором стал «неудавшийся камикадзе» Тадамаса Итацу, который остался в живых благодаря тому, что все вылеты, в которых он принимал или должен был принимать участие, окончились неудачно.

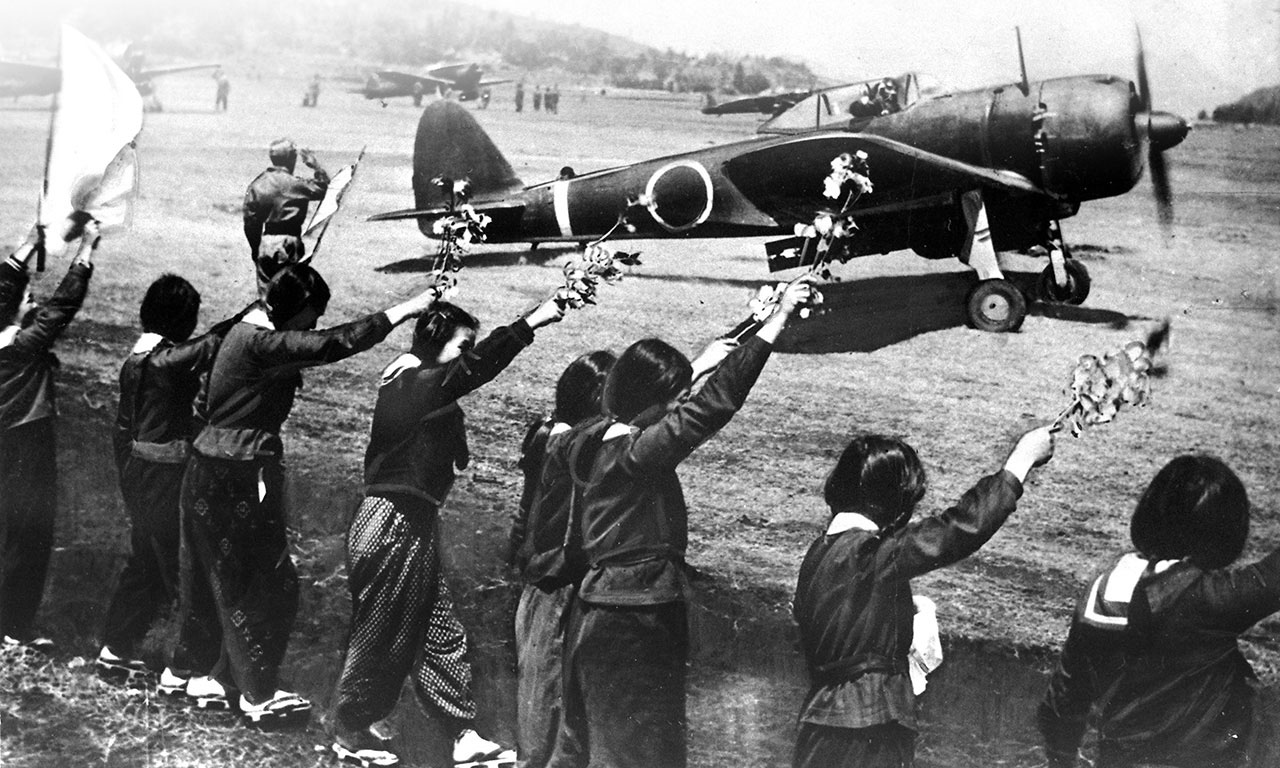
12 апреля 1945 года, тиранская авиабаза: старшеклассницы машут ветками сакуры младшему лейтенанту Тосио Анадзаве, готовящемуся вылететь на свою последнюю миссию на самолёте «Хаябуса» с подвешенной к нему 250-килограммовой бомбой

В музее представлены фотографии, личные вещи и последние письма 1036 армейских лётчиков, включая старое школьное пианино, на котором двое пилотов играли «Лунную сонату» за день до вылета, а также четыре самолёта, модели которых использовались при атаках камикадзе: Накадзима Ки-43 «Хаябуса», Кавасаки Ки-61 «Хиэн», Накадзима Ки-84 «Хаятэ» и сильно повреждённый и проржавевший Мицубиси А6М «Зеро», поднятый со дна моря в 1980 году. Кроме этого, в музее демонстрируются несколько коротких видеороликов, набранных из фотографий и видеозаписей военного времени, а также 30-минутный фильм, посвящённый последним письмам лётчиков.
Рядом с музеем расположен буддийский храм, посвящённый богине милосердия Каннон. Там находится уменьшенная копия статуи Юмэтигай Каннон (Изменяющей сны Каннон), установленной в храме Хорю-дзи в Наре. Пожертвования для её установки собирала «матушка камикадзе» Томэ Торихама, владелица закусочной в Тиране, обслуживавшей военных лётчиков. Внутри реплики хранится свиток с именами погибших пилотов. Вдоль дороги, ведущей к музею, установлены каменные фонари-торо с высеченными на них стилизованными изображениями камикадзе.
Материалы, выставленные в музее, представляют погибших лётчиков в очень положительном свете, изображая их как молодых храбрецов, добровольно пожертвовавших собой из любви к родине, однако это касается только армейских пилотов: упоминаний про лётчиков флотской авиации, которых среди камикадзе было больше, очень мало. Кроме того, музей учитывает только погибших в боях около Окинавы, в то время как несколько сотен армейских камикадзе погибли на Филиппинах и других местах.